# Henk Temmink
Henk Temmink (Elsloo, 25 februari 1952) is een Nederlands schaker, die lid is van de Limburgse schaakvereniging "Voerendaal". Temmink was tevens leraar wiskunde op een middelbare school. Inmiddels is hij met pensioen.

## Noemenswaardige prestaties
In 1986 en 1988 werd Temmink kampioen schaken van Limburg. Hij is een meester ICCF en werd in 1980 kampioen van Nederland in het correspondentieschaak. Hij speelde ook mee in het teamkampioenschap van Europa.